# Erigone bereta
Erigone bereta là một loài nhện trong họ Linyphiidae.
Loài này thuộc chi Erigone. Erigone bereta được Arthur Merton Chickering miêu tả năm 1970.